# Gola di Chiauci
Gola di Chiauci este o arie protejată (arie specială de conservare — SAC, sit de importanță comunitară — SCI) din Italia întinsă pe o suprafață de 120 ha, integral pe uscat.

## Localizare
Centrul sitului Gola di Chiauci este situat la coordonatele 41°40′38″N 14°23′39″E / 41.677222°N 14.394167°E.

## Înființare
Situl Gola di Chiauci a fost declarat sit de importanță comunitară în septembrie 1995 pentru a proteja 12 specii de animale. Situl a fost protejat și ca arie specială de conservare în martie 2017.

## Biodiversitate
Situată în ecoregiunea mediteraneană, aria protejată conține 1 habitat natural: Păduri de stejar alb estice.
La baza desemnării sitului se află mai multe specii protejate de  păsări (12): uliu porumbar (Accipiter gentilis), uliu păsărar (Accipiter nisus), caprimulg (Caprimulgus europaeus), mierla de apă (Cinclus cinclus), șerpar (Circaetus gallicus), Falco biarmicus, șoim călător (Falco peregrinus), sfrâncioc roșiatic (Lanius collurio), ciocârlie de pădure (Lullula arborea), gaia roșie (Milvus milvus), viespar (Pernis apivorus), fluturașul de stâncă (Tichodroma muraria).
Pe lângă speciile protejate, pe teritoriul sitului au mai fost identificate 3 specii de plante.